# Combat de Chanay
La lluita a Chanay va tenir lloc el 26 de maig de 1832 durant la cinquena chouannerie.

## Procés
El 25 de maig, una tropa d'uns 170 chouans es va reunir al Château de Chaunay, a Grez-en-Bouère. Aquests últims estan dirigits pel general Clouet i per Pierre Gaullier, fill de Marin-Pierre Gaullier. El 26 de maig, els legitimistes van ser atacats per 40 homes del 31è regiment d'infanteria de línia1 procedents de Château-Gontier.
Els orleanistes van ser retrocedits primer a Gennes-sur-Glaize pels chouans, però es van reorganitzar i van contraatacar. Els bel·ligerants es van enfrontar amb escaramusses de les tres a les set de la tarda. Els chouans finalment es van retirar a Saint-Charles-la-Forêt.

## Pèrdues
Els orleanistes van deplorar tres morts: el sergent major Hero, el granader Joubain i el Voltigeur Louage. Els chouans van comptar almenys vuit morts, inclòs un líder: Jean-René Guitter conegut com Saint-Martin.